# Досталь, Николай Владимирович
Никола́й Влади́мирович До́сталь (21 апреля (4 мая) 1909, Саратов — 22 апреля 1959, Москва) — советский кинорежиссёр, основатель известной кинодинастии. Участник Великой Отечественной войны.

## Биография
Николай Досталь родился 21 апреля (4 мая) 1909 года в Саратове в русско-чешской семье: мать — Александра Семёновна Полушкина, отец — Владимир Александрович Досталь. Позднее семья переехала в Москву. В 1929 году Николай окончил Московский электромеханический институт, а в 1934 году — режиссёрский факультет ГИКа. В 1932—1933 годах работал заместителем директора ГИКа.
До 1942 года работал на различных киностудиях страны. С началом Великой Отечественной войны ушёл на фронт. Попал в плен, числился пропавшим без вести, но впоследствии был освобождён и в 1945 году вернулся домой. В 1945—1947 годах работал режиссёром на студии «Союздетфильм». С 1947 года — режиссёр киностудии «Мосфильм».

## Гибель
Погиб 22 апреля 1959 года в возрасте 49 лет на съёмках фильма «Всё начинается с дороги» (закончен Вилленом Азаровым) в Москве. По словам Н. Н. Досталя, его отец сидел возле камеры на капоте огромного грузовика, который врезался в столб: «Получил черепно-мозговую травму, несовместимую с жизнью». Похоронен в Москве на Новодевичьем кладбище.

## Семья
Первым браком был женат на виолончелистке филармонии, внучке одного из основателей бахаизма, персиянке Джахантаб Сарафи Али-кызы (1918—1946), с которой он познакомился в Ашхабаде. Джахантаб умерла через несколько месяцев после рождения второго сына, Николая.
Дети от этого брака: продюсер Владимир Досталь (род. 1942) и режиссёр Николай Досталь (1946—2023). Внучка — актриса Дарья Досталь. Внуки — продюсер Александр Досталь и режиссёр Евгений Досталь.
После смерти Джахантаб женился на Наталье Андросовой (урождённой княжне Наталье Александровне Искандер) — праправнучке Николая I, последней из семьи Романовых, остававшейся в СССР и постсоветской России. Детей от этого брака не было.

## Фильмография

### Режиссёр
- 1939 — Сад
- 1940 — Сын джигита (короткометражный)
- 1954 — Мы с вами где-то встречались (совместно с А. Тутышкиным)
- 1958 — Дело «пёстрых»
- 1959 — Всё начинается с дороги (совместно с В. Азаровым, который закончил съёмки после его гибели)

### Ассистент режиссёра
- 1936 — Партийный билет

### Второй режиссёр
- 1946 — Крейсер «Варяг»
- 1949 — Сталинградская битва
- 1953 — Вихри враждебные